# 法恩斯克里克鎮區 (北卡羅萊納州海伍德縣)
法恩斯克里克鎮區（英語：Fines Creek Township）是位於美國北卡羅萊納州海伍德縣的一個鎮區。

## 地方資料
法恩斯克里克鎮區的面積為170.42平方千米，皆為陸地。根據2020年美國人口普查的數據，當地共有人口1138人，而人口密度為每平方千米6.68人。